# Gabriel Mestre Ramon
Gabriel Mestre Ramon (Felanitx, Mallorca, 1737 - Palma, 1809 amb 72 anys) fou un important religiós. Fou examinador sinodal del bisbat de Mallorca i postulador de la beatificació de Santa Catalina Tomàs. Va escriure diversos llibres. L'any 1754 ingressà a l'Orde de Sant Agustí.

## Obres
- Vida de la Venerable Madre Sor Cathalina se Santo Thomas, l'any 1788.
- Sermón por la exaltación á los altares de la beata Cathalina Tomás, l'any 1793, que fou reeditat un altre pic l'any 1893.[1]